# L'origine delle specie
L'origine delle specie  è un saggio del naturalista inglese Charles Darwin, una tra le opere cardine nella storia scientifica e una delle più eminenti in biologia.
Pubblicata per la prima volta il 24 novembre 1859, in essa Darwin spiegava la sua teoria dell'evoluzione, riportandovi le osservazioni che egli stesso aveva compiuto durante una spedizione, secondo cui «gruppi» di organismi di una stessa specie si evolvono gradualmente nel tempo attraverso il processo di selezione naturale, un meccanismo che venne reso noto per la prima volta a un pubblico non specialistico proprio grazie a questo libro. L'opera contiene dettagliate prove scientifiche che l'autore ebbe il tempo di accumulare sia durante il secondo viaggio del HMS Beagle nel 1831, sia al suo ritorno, preparando diligentemente la sua teoria e, contemporaneamente, rifiutando quella più in voga fino a quel tempo, il creazionismo, che ritiene le specie come il frutto della creazione di Dio e quindi perfette ed immutabili.
Il libro risultò accessibile anche ai non specialisti e suscitò da subito un grande interesse.

## Prima deL'origine

### I primi scritti sulla teoria
Darwin fu ben consapevole delle implicazioni che la sua teoria poteva avere sull'origine dell'umanità, e del grave pericolo che la sua carriera e reputazione di eminente geologo potesse essere compromessa da una condanna per blasfemia. Per questi motivi, egli lavorò in segreto ed ottenne delle prove schiaccianti a supporto della sua teoria. Col tempo crebbe in lui il desiderio di discutere le sue idee con i colleghi e, nel gennaio del 1842, inviò a Lyell una descrizione della sua teoria. Lyell, spaventato nel vedere il suo vecchio alleato aderire alla teoria della trasmutazione delle specie, notò che Darwin «si rifiuta di vedere un inizio per ogni gruppo di specie».
Nonostante i problemi di salute, nel giugno 1842 Darwin scrisse a matita un abbozzo di 35 pagine sulle quali poi lavorò per ampliare il suo saggio. Il botanico Joseph Dalton Hooker divenne il suo principale sostenitore e nel 1845 Darwin gli offrì il suo "schizzo" per eventuali commenti, ma senza ricevere un'immediata risposta. Nel gennaio 1847, quando le condizioni di salute di Darwin attraversavano un momento di particolare criticità, Hooker ebbe modo di visionare gli scritti: le sue critiche positive erano ciò di cui Darwin aveva bisogno. In seguito, Darwin fece un accurato studio sui Cirripedi che stabilizzò le sue credenziali di biologo apportando ulteriori prove a favore della sua teoria.

## La pubblicazione
Nella primavera del 1856 Charles Lyell portò all'attenzione di Darwin uno scritto introduttivo sulle specie di Alfred Russel Wallace, un naturalista che lavorava nell'arcipelago malese, e tentò di convincerlo a pubblicare il suo lavoro per anticipare Wallace. Darwin fu costretto a scegliere fra una relazione completa ma di lunga e laboriosa redazione, o un articolo di dimensioni ridotte ma di più rapida redazione; scartò l'idea di esporsi al giudizio di un editore, cosa vincolante per la pubblicazione su una rivista scientifica. Il 14 maggio 1856 iniziò un abbozzo della relazione e, dopo luglio, decise di produrre un trattato tecnico completo sulle specie.
Proprio durante il suo massimo impegno nello scrivere il libro sulla Selezione naturale, il 18 giugno 1858 ricevette da Wallace una ventina di pagine in cui era descritto un meccanismo evolutivo, un'inaspettata risposta ai recenti incoraggiamenti che Darwin stesso gli aveva dato, con la richiesta di mandare il tutto a Lyell. Darwin scrisse a Lyell che «le sue parole si sono avverate come una vendetta... preventiva» e che egli avrebbe «ovviamente subito scritto ed offerto di mandare l'articolo a qualunque rivista» che Wallace avesse scelto, aggiungendo che «tutta la mia originalità, per quanto grande potesse essere, sarà fatta a pezzi». Il 1º luglio 1858 furono presentati alla Società Società Linneana i lavori di Wallace e Darwin intitolati rispettivamente On the Tendency of Species to form Varieties e On the Perpetuation of Varieties and Species by Natural Means of Selection. La reazione del pubblico fu sorprendentemente tiepida.
Darwin a questo punto lavorò intensamente ad un «riassunto» della sua Selezione naturale, scrivendolo in buona parte affidandosi alla propria memoria. Lyell si accordò con l'editore John Murray, che accettò di pubblicare il manoscritto senza averlo visto, e di pagare a Darwin i due terzi del guadagno netto. Darwin aveva deciso di intitolare il libro An Abstract of an Essay on the Origin of Species and Varieties through Natural Selection (Riassunto del saggio sull'origine delle specie e varietà per mezzo della selezione naturale), ma dietro suggerimento di Murray lo abbreviò nel più agile On the Origin of Species through Natural Selection (Sull'origine delle specie per mezzo della Selezione naturale).
L'origine fu pubblicata la prima volta il 24 novembre 1859, al prezzo di 15 scellini ed andò immediatamente esaurita, tutte le 1250 copie furono richieste dai librai lo stesso giorno. La seconda edizione risale al gennaio del 1860 e, durante l'esistenza di Darwin, il libro passò attraverso sei edizioni, con successivi cambiamenti e revisioni per rispondere alle critiche avanzate.
La traduzione in italiano risale al 1864 e fu curata da Giovanni Canestrini e da Leonardo Salimbeni.
Nel 1871, Mivart pubblicò On the Genesis of Species (Sulla genesi delle specie), la più abile critica alla selezione naturale durante la vita di Darwin. Darwin ne fu toccato personalmente e per la fine dell'anno apportò un'estesa revisione all'opera, tra cui l'aggiunta di un nuovo capitolo per smentire Mivart. Altre modifiche inclusero la frase di Herbert Spencer di "sopravvivenza del più forte" e l'aggiunta di "by the Creator" nella frase conclusiva: 
Darwin informò Murray di una colletta che alcuni lavoratori del Lancashire avevano fatto per comprare la quinta edizione a 15 scellini, suggerendo un'edizione più economica. La sesta edizione dell'opera fu pubblicata da John Murray il 19 febbraio 1872 ad un prezzo ridotto a 7 scellini e 6 pence, usando caratteri più piccoli: le vendite aumentarono da 60 a 250 copie al mese.

## Struttura
- Capitolo I: La variabilità sotto domestico

Questo capitolo esplora le cause della variabilità nelle specie domestiche, trattando vari fattori come l'effetto delle abitudini, la correlazione della crescita e l'eredità. Si discute la difficoltà di distinguere tra varietà e specie e l'origine delle varietà domestiche, spesso derivanti da una o più specie. L'autore descrive anche come la selezione, sia conscia che inconscia, abbia modellato le specie domestiche, evidenziando le circostanze che favoriscono la selezione umana.
- Capitolo II: La variabilità in natura

In questo capitolo, Darwin esamina la variabilità nelle specie naturali, evidenziando che le specie più comuni e diffuse tendono a variare maggiormente. Si sottolinea come le specie dei generi più grandi siano più variabili di quelle dei generi più piccoli. Viene anche esplorato come alcune specie mostrano caratteristiche simili alle varietà, essendo strettamente correlate, ma con aree di distribuzione più limitate.
- Capitolo III: La lotta per l'esistenza

Darwin discute la lotta per l'esistenza, un concetto centrale nella selezione naturale. Viene spiegato come la competizione tra individui e varietà della stessa specie, così come tra specie dello stesso genere, sia fondamentale per il processo evolutivo. Si esplorano i fattori che influenzano la crescita delle popolazioni, come il clima, la protezione dal numero degli individui e le interrelazioni complesse tra organismi.
- Capitolo IV: La selezione naturale

Il capitolo si concentra sulla selezione naturale, confrontandola con la selezione artificiale operata dall'uomo. Viene trattato l'impatto della selezione naturale su caratteristiche apparentemente insignificanti, su entrambi i sessi e in tutte le età. Darwin esplora anche la selezione sessuale e le circostanze che favoriscono o ostacolano la selezione naturale, come l'incrocio, l'isolamento e il numero di individui.
- Capitolo V: Le leggi della variazione

Questo capitolo analizza come le condizioni esterne influenzano la variazione, tra cui l'uso e il disuso degli organi, l'acclimatazione e la correlazione di crescita. Si esplorano anche le strutture rudimentali, la variabilità degli organi e la possibilità di ritorni a caratteristiche ancestrali, con un focus sulle variazioni all'interno delle specie e tra generi diversi.
- Capitolo VI: Difficoltà sulla teoria

Darwin affronta le difficoltà relative alla teoria della discendenza con modificazione, esaminando le transizioni tra le specie e l'assenza di varietà intermedie. Discutendo la perfezione degli organi, l'autore esplora la teoria secondo cui la natura non fa salti (Natura non facit saltum), e come le modificazioni degli organi siano talvolta imperfette o non perfette.
- Capitolo VII: L'istinto

Questo capitolo distingue tra istinti e abitudini, considerando la natura graduata degli istinti e la loro variabilità. Si analizzano gli istinti di alcune specie animali, come le api e i cuccioli parassiti, e le difficoltà nel considerare l'evoluzione degli istinti tramite selezione naturale.
- Capitolo VIII: L'ibridismo

Darwin esplora il fenomeno dell'ibridismo, distinguendo tra la sterilità dei primi incroci e quella dei ibridi, e analizzando le leggi che governano la fertilità degli ibridi. Si trattano le cause della sterilità e le analogie tra l'incrocio e il cambiamento delle condizioni di vita.
- Capitolo IX: L'imperfezione del record geologico

In questo capitolo, Darwin discute le lacune nel record fossile, come l'assenza di varietà intermedie e la difficoltà di ricostruire le transizioni evolutive a causa del povero stato delle collezioni paleontologiche e della natura intermittente delle formazioni geologiche.
- Capitolo X: La successione geologica degli esseri organici

Si esamina la lenta e successiva comparsa di nuove specie, le diverse velocità di cambiamento e l'estinzione. Darwin discute la successione di gruppi di specie e le somiglianze tra specie estinte e viventi, concludendo che le estinzioni e i cambiamenti avvengono in maniera simultanea a livello globale.
- Capitolo XI: Distribuzione geografica

Questo capitolo esamina la distribuzione geografica delle specie, enfatizzando che non può essere spiegata solo da differenze fisiche. Vengono discussi i centri di origine delle specie, i mezzi di dispersione come i cambiamenti climatici e i periodi glaciali, che hanno contribuito alla distribuzione globale.
- Capitolo XII: La distribuzione geografica (continua)

Si approfondisce la distribuzione delle specie d'acqua dolce e degli abitanti delle isole oceaniche. Viene analizzato il fenomeno della colonizzazione dalle terre vicine e la modificazione delle specie nel tempo.
- Capitolo XIII: Affinità reciproche degli esseri organici: morfologia, embriologia, organi rudimentali

Darwin discute la classificazione naturale degli esseri viventi, basata sulla discendenza, e le difficoltà nella classificazione. Si esplorano anche la morfologia, l'embriologia e l'origine degli organi rudimentali, spiegando come queste caratteristiche siano il risultato di modificazioni evolutive.
- Capitolo XIV: Riassunto e conclusioni

Il capitolo finale riassume le difficoltà e le prove a favore della teoria della selezione naturale, discutendo come la teoria possa essere applicata e le sue implicazioni per lo studio della storia naturale. Conclude con osservazioni sull'immutabilità delle specie e l'effetto della selezione naturale sulla nostra comprensione del mondo naturale.

## La teoria di Darwin
Gli individui di una popolazione sono in competizione fra loro per le risorse naturali; in questa lotta per la sopravvivenza, l'ambiente opera una selezione, detta selezione naturale.
Con la selezione naturale vengono eliminati gli individui più deboli, cioè quelli che, per le loro caratteristiche, sono meno adatti a sopravvivere a determinate condizioni ambientali; solo i più adatti sopravvivono e trasmettono i loro caratteri ai figli. In sintesi, i punti principali su cui è basata la teoria evoluzionistica di Darwin sono: variabilità dei caratteri, eredità dei caratteri innati, adattamento all'ambiente, lotta per la sopravvivenza, selezione naturale ed isolamento geografico.

## Presentazione
La teoria dell'evoluzione di Darwin si basa su 5 osservazioni-chiave e sulle conclusioni che se ne traggono, come riassunto dal biologo Ernst Mayr:
1. Le specie sono dotate di una grande fertilità e producono numerosi discendenti che possono raggiungere lo stadio adulto.
2. Le popolazioni rimangono grosso modo delle stesse dimensioni, con modeste fluttuazioni.
3. Le risorse di cibo sono limitate, ma relativamente costanti per la maggior parte del tempo. Da queste prime tre osservazioni è possibile dedurre che verosimilmente in ogni ambiente ci sarà tra gli individui una lotta per la sopravvivenza.
4. Con la riproduzione sessuale generalmente non vengono prodotti due individui identici. La variazione è abbondante.
5. Gran parte di questa variazione è ereditabile.

Per queste ragioni Darwin afferma che: in un mondo di popolazioni stabili, dove ogni individuo deve lottare per sopravvivere, quelli con le "migliori" caratteristiche avranno maggiori possibilità di sopravvivenza e così di trasmettere quei tratti favorevoli ai loro discendenti. Col trascorrere delle generazioni, le caratteristiche vantaggiose diverranno dominanti nella popolazione. Questa è la selezione naturale.
Darwin afferma inoltre che la selezione naturale, se si trascina abbastanza a lungo, produce dei cambiamenti in una popolazione, conducendo eventualmente alla formazione di nuove specie (speciazione). Egli propose una miriade di osservazioni come dimostrazione del processo e dichiarò anche che la documentazione fossile potesse essere interpretata come sostegno a queste osservazioni. Darwin immaginò inoltre la possibilità che tutte le specie viventi discendessero da un antico progenitore comune. Le moderne prove del DNA sostengono questa idea.

### Un piccolo errore: l'ereditarietà
In quel periodo, una delle principali difficoltà per Darwin fu lo sviluppo di un modello sull'ereditarietà dei caratteri che avesse potuto mostrare i requisiti basilari per la sua teoria sulla speciazione. Darwin si trovò relativamente impreciso sulla comprensione dell'ereditarietà, connettendola alle teorie di Lamarck che insistevano su come soltanto l'uso e il disuso di caratteri durante la vita portasse ad una loro possibile trasmissione nella generazione successiva.
Per esempio, nella prima edizione egli dichiara che: «quando una tendenza si manifesta per la prima volta, la selezione continua e gli effetti ereditari dell'uso degli organi sulle successive generazioni completano in fretta l'opera». Più tardi Darwin lavorò su un modello di ereditarietà più elaborato, che soprannominò "Pangenesi" e che incorporava anche vari aspetti delle teorie lamarckiane, sebbene fosse anche influenzato da teorie dell'eredità non-lamarckiane (come il modello biometrico sviluppato da un suo cugino, Francis Galton). L'ereditarietà lamarckiana non sarebbe stata definitivamente abbandonata fino a dopo la morte di Darwin, e la genetica mendeliana non sarebbe stata riscoperta fino al XX secolo.

## «Relazione fra evoluzione e creazione»
I creazionisti con cui Darwin polemizzava sostenevano che in molti momenti della storia Dio avesse creato parti dell'universo. Molti fenomeni non spiegati scientificamente erano attribuiti ad una creazione divina. Vari pensatori riprendevano dall'evangelista Giovanni il concetto di creazione continua, e sostenevano che l'intervento creatore di Dio fosse ancora in corso, arrivando a portarlo anche in singoli eventi.
Nella prima e nell'ottava ed ultima riedizione del libro, Darwin non affermava la necessità o probabilità di un intervento creativo, né ne dichiarava l'incompatibilità con la teoria dell'evoluzione. Tuttavia secondo Darwin la tesi di un intervento creativo continuo non è propria dell'intelligenza necessaria al creatore dell'universo; egli pertanto manifestava esplicitamente il suo disaccordo con la posizione dei creazionisti, e sosteneva che se mai ci fosse stata una creazione, l'intelligenza necessaria a un Dio creatore dell'universo si sarebbe rivelata nella capacità di condizionarne il futuro nei modi voluti con un solo intervento creativo, senza ulteriori creazioni nella storia dell'uomo, ovvero con un unico piano reso attuabile con un'unica azione creatrice.
La polemica fra evoluzionisti e creazionisti non è stata certamente conclusa a livello scientifico, ma alcuni movimenti religiosi radicali (alcuni presenti anche in Europa, ma per lo più legati al fondamentalismo cristiano negli Stati Uniti) continuano a sostenere che l'origine della Terra risalga a una «Creazione» avvenuta circa 6000 anni fa, in accordo con il racconto della Genesi; altri invece sostengono il cosiddetto «creazionismo scientifico», noto anche come «disegno intelligente». Le rivendicazioni di questi movimenti hanno acceso in  Europa eAmerica un vivace dibattito sull'opportunità di presentare le ipotesi creazioniste – – nei programmi di biologia delle scuole superiori.

## Reazioni pubbliche
(Charles Darwin, L'origine delle specie)

Una tipica caricatura di Darwin come una scimmia sulla rivista Hornet

Dopo la pubblicazione dell'opera, l'evoluzione per mezzo della selezione naturale fu discussa e dibattuta ampiamente. Le lezioni per i lavoratori di Huxley si rivelarono un'attrazione anche per i naturalisti e per i religiosi colti, così la sesta edizione fu dimezzata di prezzo, aumentando con successo le vendite per venir incontro alla sua richiesta.
Il libro fu fonte di aspre controversie alla sua prima apparizione, poiché esso contraddiceva le allora diffuse teorie «scientifiche» di un intervento divino diretto sulla natura e contrastava con la Creazione vista secondo interpretazione letterale del libro della Genesi. Sebbene Darwin fosse sostenuto da alcuni scienziati (tra i quali Thomas Henry Huxley), altri esitarono ad accettare la sua teoria a causa del mancato chiarimento del modo con il quale gli individui potevano trasmettere le loro caratteristiche alla discendenza. Darwin propose una propria teoria dell'eredità per pangenesi, ma essa non era molto convincente. La mancanza di un meccanismo coerente dell'eredità restò uno dei principali punti deboli della teoria darwiniana fino alla riscoperta del lavoro di Gregor Mendel nei primi anni del XX secolo. Si può comunque dire che il maggior merito di Darwin fu quello di aver portato l'idea di evoluzione nell'arena del dibattito scientifico propriamente detto.
Nel 1874, il teologo Charles Hodge accusò Darwin di negare l'esistenza di Dio per aver definito gli esseri umani il risultato di un processo naturale piuttosto che una creazione concepita da Dio. Infatti, la teoria dell'evoluzione si trova in completa contraddizione con le interpretazioni letterali di molte leggende o storie religiose che narrano di come si sia originata la vita terrestre; quindi, coloro che accettarono questa teoria aumentarono il loro scetticismo nei confronti della Bibbia o di altre fonti religiose. Hodge indicò che l'evoluzione non poteva essere intesa come originata da una sorgente divina ed alcuni consideravano Dio una forza meno potente nell'universo; la sua posizione non è comune a tutti i Cristiani: ad esempio la Chiesa Cattolica accetta l'evoluzione, ma non la considera frutto del caso né ritiene l'anima di Homo sapiens uguale a quella dei suoi «predecessori». Nel corso della polemica fra Darwin e la chiesa anglicana, Thomas Huxley ebbe a dichiarare:
(T. H. Huxley)
La teoria di Darwin cambiò negli uomini il modo di vedere se stessi ed il mondo che li circondava. Con l'accettazione che gli umani discendessero dagli animali, diventava palese che anche l'uomo fosse un animale. Il mondo naturale assunse una tinta fosca nelle menti dei più, poiché gli animali selvaggi erano immaginati in perenne stato di competizione gli uni con gli altri. Il mondo fu visto in termini di minore «solidità»: siccome molti milioni di anni fa esso era del tutto diverso dall'attuale, fu chiaro a molti che l'impatto dell'uomo sulla Terra non era così grande, e che l'uomo stesso avrebbe potuto estinguersi in un futuro. Soprattutto, fornì giustificazioni di tipo scientifico alla politica imperialista praticata dalla Gran Bretagna, impegnata nella conquista di quello che fu, sino alla fine della Seconda Guerra Mondiale, il più vasto impero nella storia dell'uomo. La razza umana più forte, infatti, era destinata a prevalere, le altre ad estinguersi.
Dal 1860 sino agli anni 1930, la teoria dell'evoluzione per selezione naturale di Darwin non fu accettata universalmente dagli scienziati, mentre "qualche forma" di evoluzione era considerata possibile. Numerose teorie evolutive, tra le quali il neodarwinismo, il neolamarckismo, l'ortogenesi e la teoria delle mutazioni furono discusse dagli scienziati all'inizio del XX secolo. Negli anni '30 il lavoro di numerosi biologi, genetisti, statistici e paleontologi portò alla formulazione della cosiddetta Sintesi moderna dell'evoluzione, che fondeva il concetto darwiniano di selezione naturale con la genetica di Mendel.
Attualmente la stragrande maggioranza degli studiosi della vita (oltre il 90%) non crede nella "creazione", anche se lo scetticismo nei confronti del Darwinismo è molto diffuso, soprattutto tra paleontologi e genetisti. Negli Stati Uniti una parte significativa della popolazione è contraria all'evoluzione, soprattutto a causa di credenze religiose.
Infatti si cercano ancora oggi le testimonianze dell'evoluzione, perché Darwin, come dice nel libro sull'"Origine", era preoccupato delle obiezioni alla sua "teoria". Tra quelle che temeva di più c'era l'assenza di forme intermedie tra una specie e l'altra (capitoli VI, X, e XI) e lui pensava che queste forme sarebbero state trovate dai paleontologi che studiavano le successioni sedimentarie a strati; ma le sue speranze andarono deluse quando quelli che lui aveva interpellato, es. Trautscheld e d'Orbigny, gli dissero che non l'avevano mai trovate e tra una specie e l'altra, nelle successioni stratigrafiche, e c'erano sempre salti. Darwin cercò di trovare le ragioni di ciò, ma probabilmente non si sentiva soddisfatto pur avendo argomentato ampiamente. Oggi si comprende che, per le conoscenze dell'epoca, non erano stati eseguiti studi stratigrafici con fossili in successioni affidabili. In realtà le serie concrete fossili sono rare, perché queste si devono basare sulla continuità di sedimentazione e sull'abbondanza e qualità dei campioni. Attualmente si sa che le successioni stratigrafiche delle rocce marine sono generalmente lacunose e quindi per tale motivo non possono ospitare una documentazione graduale e di conseguenza non si trovano le forme di passaggio tra le specie; ciò Darwin l'aveva intuito e malgrado si angustiava per la mancanza di tali prove, ben comprendendone l'importanza. Per quello che si può capire, è proprio la successione del "Rosso Ammonitico" umbro-marchigiano con ammoniti del Toarciano (ultimo piano del Giurassico inferiore) che potrebbe deporre in questo senso, perché la continuità di sedimentazione è dimostrata dalla fittezza dei livelli fossiliferi ed ha registrato il fluire del tempo con grande dettaglio. Il "Rosso Ammonitico" è costituito da un corpo stratigrafico di 7 - 8 m di spessore, con stratarelli centimetrici calcareo-marnosi più o meno nodulari, alternati a giunti argillosi anch'essi nodulari ed è probabilmente il risultato di una sedimentazione rallentata rispetto a quella delle unità stratigrafiche sotto e soprastanti nel territorio; "Corniola" e "Calcari a Posidonia". È da considerare che né la "Corniola" né i "Calcari a Posidonia" mostrano la ricchezza di documentazione del Rosso Ammonitico, i cui modelli interni conchigliari spesso sono conservati in modo mirabile. In tali condizioni si capisce perché l'evoluzione, documentata dai campioni di ammoniti Hildoceratidae (fossili guida), trovati strato per strato, si mostrerebbe di tipo gradualistico, con forme di transizione e non, tra specie o generi, come aveva previsto Darwin (Venturi e al., 2010).

## Innovazione della dottrina di Darwin e comparazione con la teoria di Wallace
Darwin non "scoprì" l'evoluzione, né intendeva essere confuso con chi utilizzava questo termine nel suo senso originario, come facevano i suoi predecessori e contemporanei. Non è un caso che il termine "evoluzione", reputato poco "scientifico" da Darwin in relazione alla ricostruzione dell'origine delle specie, non venga utilizzato in The origin of species se non nella sesta e ultima edizione del 1872, di tredici anni successiva alla prima edizione. A metà Ottocento, i naturalisti che si definivano "evoluzionisti" erano semplicemente coloro che negavano il fissismo delle specie (un "evoluzionista", pertanto, poteva ben reputarsi tale pur continuando a credere nell'esistenza di una divinità responsabile delle "leggi" che regolavano la trasformazione delle specie, e dunque che la natura fosse il prodotto di un piano determinato). Il problema dell'origine delle specie, di come le specie si originassero, non era di loro interesse poiché era molto diffusa la concezione secondo cui, semplicemente, eccedesse gli interessi della scienza. La reticenza di Darwin rispetto all'impiego del termine "evoluzione" si spiega col fatto che esso provenisse dagli studi embriologici sei-settecenteschi. Il termine era originariamente riferito alla vita dell'embrione, che si "dispiegava" in qualcosa di altro, di definito e compiuto. Esso indicava lo "svolgimento" di qualcosa di "inviluppato", in un senso "preformistico", per poi passare a indicare lo "sviluppo" nelle teorie dell’epigenesi (si veda B. Continenza, Evoluzione e sviluppo tra divorzi, sintesi e simulazioni, in L. Calabi, Il futuro di Darwin. L’individuo, Torino, 2008, pp. 19–53; si veda anche J. Browne, Charles Darwin. The power of place; R. B. Freeman, The works of Charles Darwin: an annotated bibliographical handlist, second edition, revised and enlarged, London, 1977, pp. 79–80). "Evoluzione" indicava dunque un processo lineare e semplice: quello attraverso cui l'embrione diventa un individuo compiuto. "Evoluzione" riguarda dunque lo sviluppo del singolo individuo (quello che oggi chiamiamo ontogenesi) e solo negli anni Trenta, con C. Lyell, assume il significato moderno relativo alla trasformazione organica, successivamente reso popolare da Spencer come concezione totalizzante della realtà (cfr. A. LA Vergata, L'evoluzione biologica da Linneo a Darwin, Torino, 1979, pp. 14–15). Assumere l'evoluzione in un senso che resta connesso alle sue radici embriologiche avrebbe comportato un'interpretazione "progressiva" della vita organica sulla terra, e quindi una ricaduta in quelle antiche concezioni della "scala naturae" nelle quali le tassonomie non fanno altro che svelare i "gradi" di perfezione della vita culminanti nell'uomo, prodotto perfetto e superiore della natura.  L'elemento esplicativo innovativo impiegato da Darwin per dare conto della trasformazione biologica non è, dunque, il concetto di "evoluzione", fin troppo usato e abusato ai suoi tempi (col quale il suo nome comunque viene associato oggi perché il termine non è più inteso nel suo senso embriologico ma nel senso di evoluzione "variazionale" delle specie: a tale riguardo si veda E.  Mayr, Un lungo ragionamento. Genesi e sviluppo del pensiero darwiniano [1991], Milano, 1994), bensì quello di "selezione naturale". Questo è l'elemento concettuale innovativo e rivoluzionario per i tempi di Darwin, in quanto non implica soltanto l'abbandono dell'ideologia religiosa del creazionismo biblico e di quella teologico-naturale dei "piani intelligenti" sottostanti alla formazione e al cammino delle specie, bensì implica l'utilizzo di una categoria che sia la scienza, sia il pensiero popolare rigettava, la categoria del "caso", che con Darwin si poneva alla base delle scienze della vita. La selezione naturale "produce", infatti, le specie a partire dagli elementi "casuali" che si presentano, in natura, nelle "variazioni spontanee" degli organismi (cfr. T. Pievani, Introduzione a Darwin, Roma-Bari, 2012). Nel 1858 Darwin e Wallace proposero per primi il meccanismo evolutivo della selezione naturale ma, di fatto, Wallace "non se la sentì", poi, di abbracciare la spiegazione selettivo-naturale per tutto l'universo biologico (cfr. Pievani 2012, pp. 100–101), escludendo l'uomo dall'azione della selezione naturale di cui egli stesso era stato il co-scopritore, e ricadendo entro posizioni teologico-naturali e spiritualistiche. Si può dire che mentre Darwin è impegnato a colmare ogni distanza all'interno del regno animale, tra la specie umana e le altre specie, sul finire del XIX secolo Wallace è impegnato nell'impresa opposta di favorire e accentuare l'idea della distanza incolmabile tra l'uomo e la bestia. Il fatto che il pensiero di Darwin si presti, da sempre, a fraintendimenti è testimoniato dall'introduzione, nella quinta edizione de L'origine delle specie (1869), dell'espressione spenceriana «sopravvivenza del più adatto». Darwin introdusse in qualche occorrenza - e non senza esprimere i suoi dubbi in merito - l'espressione spenceriana dietro consiglio di Wallace, ritenendola un adeguato sinonimo per "selezione naturale", ma questo termine generò una confusione ben più grande rispetto a quella che avrebbe dovuto dissipare (Spencer aveva osservato infatti che sarebbe stato preferibile non fare riferimento alla "selezione naturale" in quanto questo concetto ricordava l'idea di un'intelligenza alla base della creazione delle specie, di un "selettore supremo"). Il superlativo "fittest" che Spencer usa (anziché "fitter", che avrebbe indicato in modo più preciso il carattere contingente dell'evoluzione così come la intende Darwin), si prestava a nuove interpretazioni di carattere anche sociologico (il cosiddetto "darwinismo sociale", che è appunto di matrice spenceriana e non darwiniana), evidentemente molto distanti dallo spirito de L'origine delle specie.

## Implicazioni filosofiche
Secondo Ernst Mayr, il pensiero evoluzionistico di Darwin si basa sul rifiuto dell'essenzialismo, con cui si presume l'esistenza di certe perfezioni, forme essenziali per ogni particolare classe di viventi, e le differenze tra gli individui vengono trattate come imperfezioni o deviazioni di questa perfetta forma essenziale. Darwin abbracciò invece ciò che Mayr chiama approccio popolazionista, con cui si nega l'esistenza di qualsiasi forma essenziale, sostenendo che una classe non è altro che la concettualizzazione di numerosi individui unici.
Mentre la classe è un'astrazione, un artefatto di epistemologia, gli individui sono reali in modo oggettivo. Questa enfasi sull'importanza delle differenze individuali risulta necessaria se si crede che il meccanismo dell'evoluzione, la selezione naturale, operi su di esse.
Mayr afferma che l'essenzialismo abbia dominato il pensiero occidentale per circa duemila anni e che le teorie di Darwin rappresentino di fatto un'importante e radicale svolta per la filosofia tradizionale. Le onde del pensiero di Darwin si riflettono oggi su campi come l'economia e la teoria della complessità, suggerendo che l'influenza darwiniana si estenda ben oltre il campo della biologia.
Mayr teorizza una definizione biologica del concetto di specie. Due esseri viventi appartengono alla stessa specie se dalla loro unione può nascere un individuo a sua volta fertile.
Diversamente, un'unione fra individui che nella classificazione di Linneo appartengono a specie diverse, dà origine a un aborto spontaneo oppure a un individuo sterile.
Un esempio tipico è quello dei muli che sono sterili e non sono specie in quanto risultano dall'incrocio (accoppiamento) tra un asino (maschio) e una cavalla (femmina).
La sua teoria mostra anche che all'interno dello stesso gruppo avvengono più mutazioni casuali (svantaggiose e non) e una maggior differenziazione che fra gruppi che non sono autoctoni, che non restano isolati per generazioni. Tale argomento smentì le teorie eugenetiche sulla purezza della razza ariana. Le smentì in maniera biologica, con un argomento scientifico: la diversificazione degli individui che si sarebbe venuta a creare in una Germania isolata dalle altre nazioni sarebbe paradossalmente stata maggiore di quella subita da Paesi che non avevano aderito alle teorie per la conservazione della razza.
Il concetto di razza umana ne risulta biologicamente privo di fondamento.